# Пан Цяньюй
Пан Цянью́й (кит. упр. 庞倩玉, пиньинь Páng Qiànyù, р.13 ноября 1996) — китайская спортсменка, борец вольного стиля, чемпионка Азии, призёрка чемпионатов мира, двукратный призёр летних Олимпийских игр 2020 и 2024 годов в категории до 53 кг.

## Биография
Родилась в 1996 году. В 2016 году стала чемпионкой Азии. В 2018 году завоевала бронзую медаль чемпионата мира.
На предолимпийском чемпионате планеты в Казахстане в 2019 году в весовой категории до 53 кг, Пан завоевала бронзовую медаль и получила олимпийскую лицензию для своего национального Олимпийского комитета.